# Saint-Flovier
Saint-Flovier település Franciaországban, Indre-et-Loire megyében. Lakosainak száma 577 fő (2022. január 1.). Saint-Flovier Cléré-du-Bois, Fléré-la-Rivière, Obterre, Betz-le-Château, La Celle-Guenand, Charnizay és Verneuil-sur-Indre községekkel határos.

## Népesség
A település népessége az elmúlt években az alábbi módon változott:
| Lakosok száma | 856  | 696  | 636  | 604  | 591  | 577  | 566  | 571  | 574  | 577  |
|               | 1968 | 1982 | 1990 | 2006 | 2013 | 2015 | 2017 | 2019 | 2020 | 2022 |